# Уаад ал-Катиб
Уаад ал-Катиб (на арабски: وعد الخطيب; на английски: Waad Al-Kateab) е сирийска кинодокументалистка, журналистка и общественичка.
Ползва псевдонимната фамилия ал-Катиб за защита на семейството си.
Родена е в Сирия през 1991 година. Следва маркетинг в Халебския университет. от 2009 г. Омъжва се за лекар и по време на гражданската война в страната (започнала през 2011 г.) ражда първата си дъщеря Сама (2015).
Става известна с репортажите си за войната, излъчвани по британската телевизия „Чанъл 4“, за които получава награда „Еми“.
След превземането на Халеб от правителствените сили емигрира (2016) със семейството си и се установява във Великобритания
Снима пълнометражния филм „За Сама“ (For Sama, 2019), режисиран заедно с британеца Едуард Уотс (Edward Watts). През 2019 г. филмът получава награда L'Œil d’or на филмовия фестивал в Кан и награда на БАФТА, номиниран е за „Оскар“ за най-добър документален филм.
Включена е от списание „Тайм“ в класацията Time 100 на най-влиятелните лица за 2020 година и в списъка „100 жени“ на Би Би Си същата година.